# Camelopsocus bactrianus
Camelopsocus bactrianus är en insektsart som beskrevs av Edward L. Mockford 1984. Camelopsocus bactrianus ingår i släktet Camelopsocus och familjen storstövsländor. Inga underarter finns listade i Catalogue of Life.